# Cầu Nữ hoàng Jadwiga ở Bydgoszcz
Cầu Nữ hoàng Jadwiga ở Bydgoszcz (tiếng Ba Lan: Most Królowej Jadwigi w Bydgoszczy) là cây cầu một nhịp có kết cấu bê tông cốt thép, bắc qua sông Brda ở thành phố Bydgoszcz, miền bắc Ba Lan. Cây cầu được đặt theo tên Nữ hoàng Jadwiga của Ba Lan và cũng là tên đường phố nơi cầu được xây dựng.

## Mô tả
Cầu Nữ hoàng Jadwiga ở Bydgoszcz có tổng chiều dài là 39,2 mét, thuộc phố Królowej Jadwigi, ở phía tây khu phố Bydgoszcz Śródmieście. Tải trọng của cầu là 20 tấn. Đây là một trong những cây cầu nhộn nhịp ở thành phố Bydgoszcz. Theo thống kê năm 2006, mỗi giờ có khoảng 1.920 lượt xe đi qua cầu vào giờ cao điểm.

## Lịch sử
Tiền thân cây cầu ngày nay là Cầu Viktoriastrasse (đặt theo tên Hoàng hậu Đức Viktoria) được xây dựng vào giai đoạn 1861 - 1865. Cây cầu này bằng gạch, có ba nhịp và ba mái vòm, dài 26 mét và rộng 11 mét. Năm 1912, cây cầu này bị phá bỏ để chuẩn bị xây dựng một cây cầu mới bền chắc hơn vào tháng 5 năm 1913.
Cây cầu mới chính thức được khánh thành vào ngày 28 tháng 8 năm 1913. Ban đầu, cây cầu vẫn được gọi là Viktoriabrücke. Từ năm 1920, cây cầu chính thức có tên gọi như hiện nay là Cầu Nữ hoàng Jadwiga. Tác giả thiết kế cây cầu này là kỹ sư Richard Kohnke đến từ Gdańsk.

## Hình ảnh

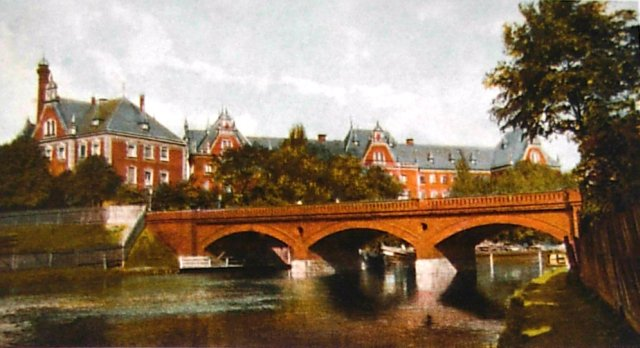
Cầu Victoriabrücke (1865-1912)
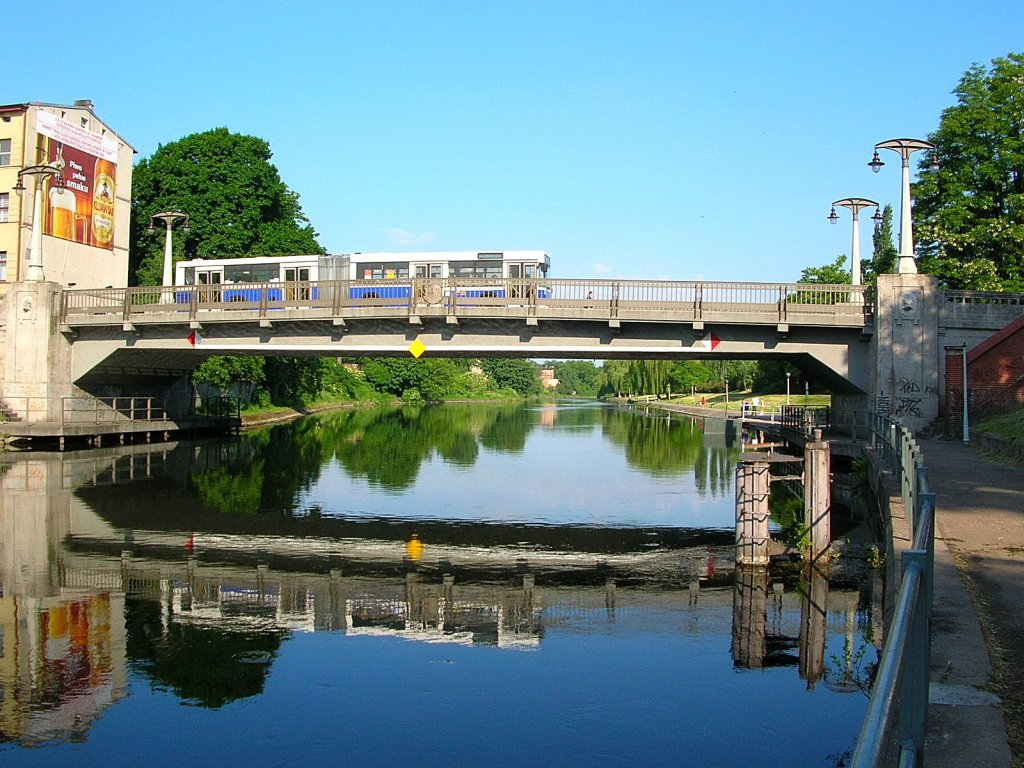
Vào mùa hè (2007)
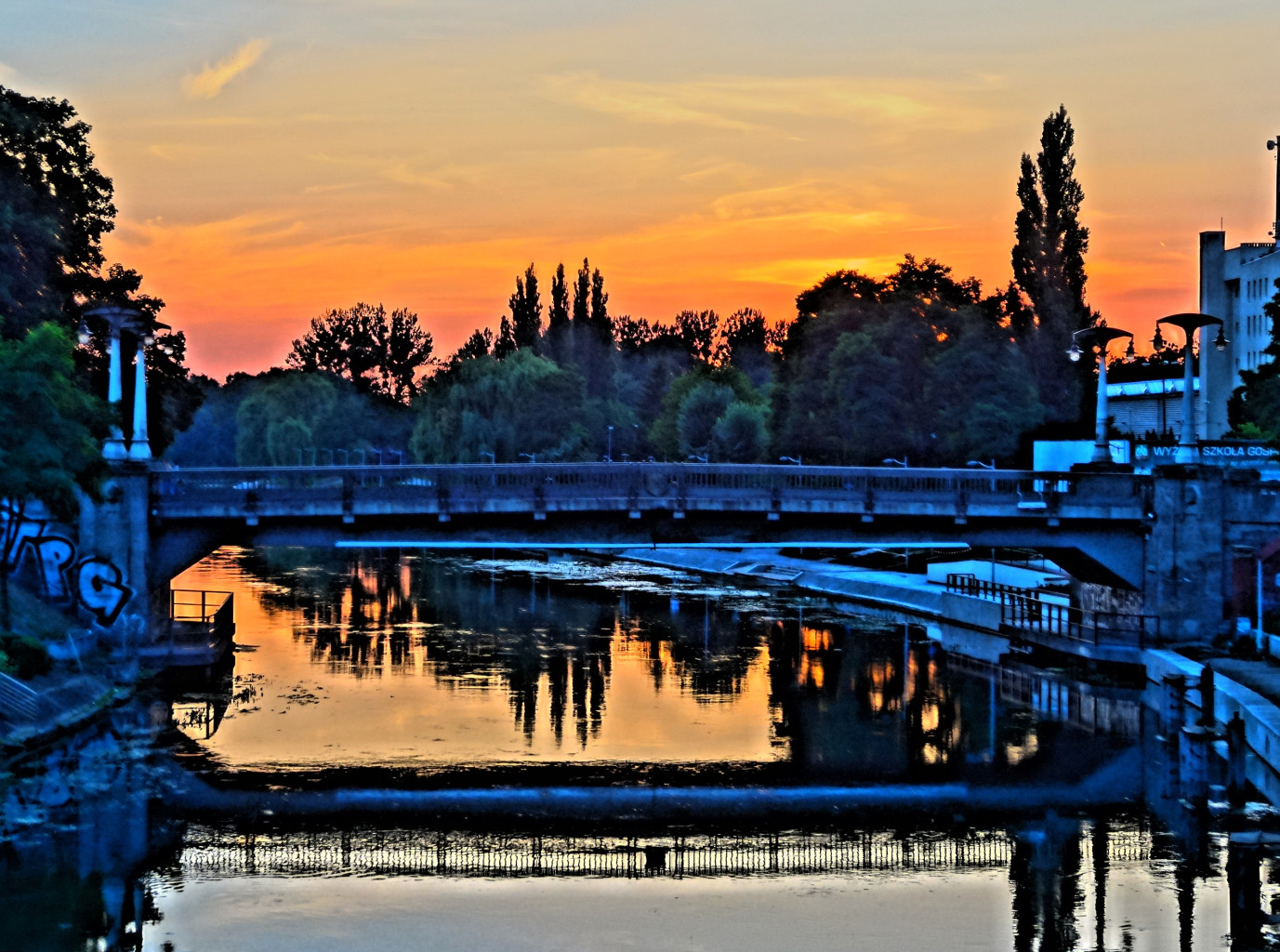
Lúc hoàng hôn (2013)